# Notanthidium adornatum
Notanthidium adornatum là một loài Hymenoptera trong họ Megachilidae. Loài này được Urban mô tả khoa học năm 1997.